# Termitogeton
Termitogeton (лат.) — род термитов, единственный в составе семейства Termitogetonidae (ранее в Rhinotermitidae). Шри-Ланка, Юго-Восточная Азия, Новая Гвинея.

## Описание
Термиты с псевдоэргатами (без настоящей рабочей касты); присутствуют эндосимбиотические протисты; гнезда во влажных, гниющих стволах деревьев и под корой (уплощенное тело). Антенны 15-члениковые у имаго, 13-15-члениковые у солдат и 12-13-члениковые у псевдоэргат (настоящие рабочие отсутствуют). Лапки 4-члениковые.

### Имаго
Тело и крылья густо покрыто волосками, дорсовентрально уплощено. Голова субтреугольная, дорсовентрально уплощена, задний край выемчатый. Y-образный экдизиальный шов частично виден; фонтанелла маленькая; сложные глаза маленькие; оцеллии присутствуют; антенна с 15 члениками; постклипеус короткий и плоский; переднеспинка маленькая, более узкая, чем голова, передний край проецируется медиально. Мандибулы (имаго и рабочие): левая с апикальным зубцом (LAt) и тремя маргинальными зубцами (LMt), второй маргинальный (LMt2) длиннее апикального (LAt) или первого маргинального (LMt1); правая с апикальным (RAt) и двумя маргинальными зубцами (RMt), вспомогательный зубец присутствует в основании RAt и RMt1. Формула голенных шпор 2-2-2. Брюшко широкое. Ноги с крупными бедрами. Церки короткие, 2-члениковые. Стили отсутствуют.

### Солдаты
Тело густо покрыто волосками и дорсовентрально уплощено, как у имаго. Голова треугольная, уплощена дорсовентрально, задний край сильно выемчатый, с медиальным выступом; фонтанелла маленькая; мандибулы удлиненные, без выступающих зубцов, с небольшим зубцом и бороздками в базальной области. Антенна с 13-15 члениками. Пронотум плоский, более узкий, чем голова, передний край с медиальным выступом. Ноги: метакоксы утолщённые, формула голенных шпор 2:2:2, как у имаго. Глаза отсутствуют. Клипеус короткий и плоский. Мандибулы вилкообразные, типа Leucotermes, как левая, так и правая мандибулы с многочисленными сагиттальными зубцами. На правой челюсти они более отчетливы, чем на левой. Церки короткие. Стили отсутствуют.

## Классификация
Известно 2 вида. Род был впервые описан в 1904 году, а в 1910 году выделен в отдельное подсемейство Termitogetoninae Holmgren, 1910. В 2024 году в ходе реклассификации современных групп термитов таксон был выделен в отдельное семейство Termitogetonidae.
Termitogetonidae Holmgren, 1910
- Termitogetoninae Holmgren, 1910[5]
  - Termitogeton Desneux, 1904[6]
    - Termitogeton planus (Haviland, 1898) — Юго-Восточная Азия, Новая Гвинея
      - = Termes planus  Haviland, 1898[7]
      - = Termitogeton minor  Thapa, 1982

    - Termitogeton umbilicatus (Hagen, 1858) — Шри-Ланка
      - = Termes umbilicatus  Hagen, 1858[8]